# Philae
Philae (/ˈfaɪliː/; tiếng Hy Lạp cổ: Φιλαί or Φιλή and Πιλάχ, tiếng Ả Rập: فيلة  tiếng Ả Rập Ai Cập: [fiːlæ], tiếng Ai Cập: p3-jw-rķ' hoặc 'pA-jw-rq; tiếng Copt: ⲡⲓⲗⲁⲕ, ⲡⲓⲗⲁⲕϩ) là một hòn đảo nằm trên hồ chứa nước của Đập Aswan Dưới, hạ nguồn đập Aswan và hồ Nasser, Ai Cập. Philae vốn nằm gần thác nước thứ nhất của sông Nin ở Thượng Ai Cập và là địa điểm của một khu phức hợp đền thờ. Khu vực này thường xuyên bị ngập lụt kể từ khi Đập Aswan Dưới bắt đầu được xây dựng vào năm 1902. Dự án Nubia Campaign của UNESCO, có mục đích bảo tồn các khu phức hợp đền trước khi Đập Aswan Trên được hoàn thành vào năm 1970, đã tháo dỡ và di dời khu phức hợp đền Philae đến hòn đảo Agilkia ở gần đó. Các chữ tượng hình được chạm khắc ở khu phức hợp đền đang được nghiên cứu bởi Dự án Văn tự Đền Philae của Viện Hàn lâm Khoa học Áo ở Vienna (Institute OREA).

## Hình ảnh

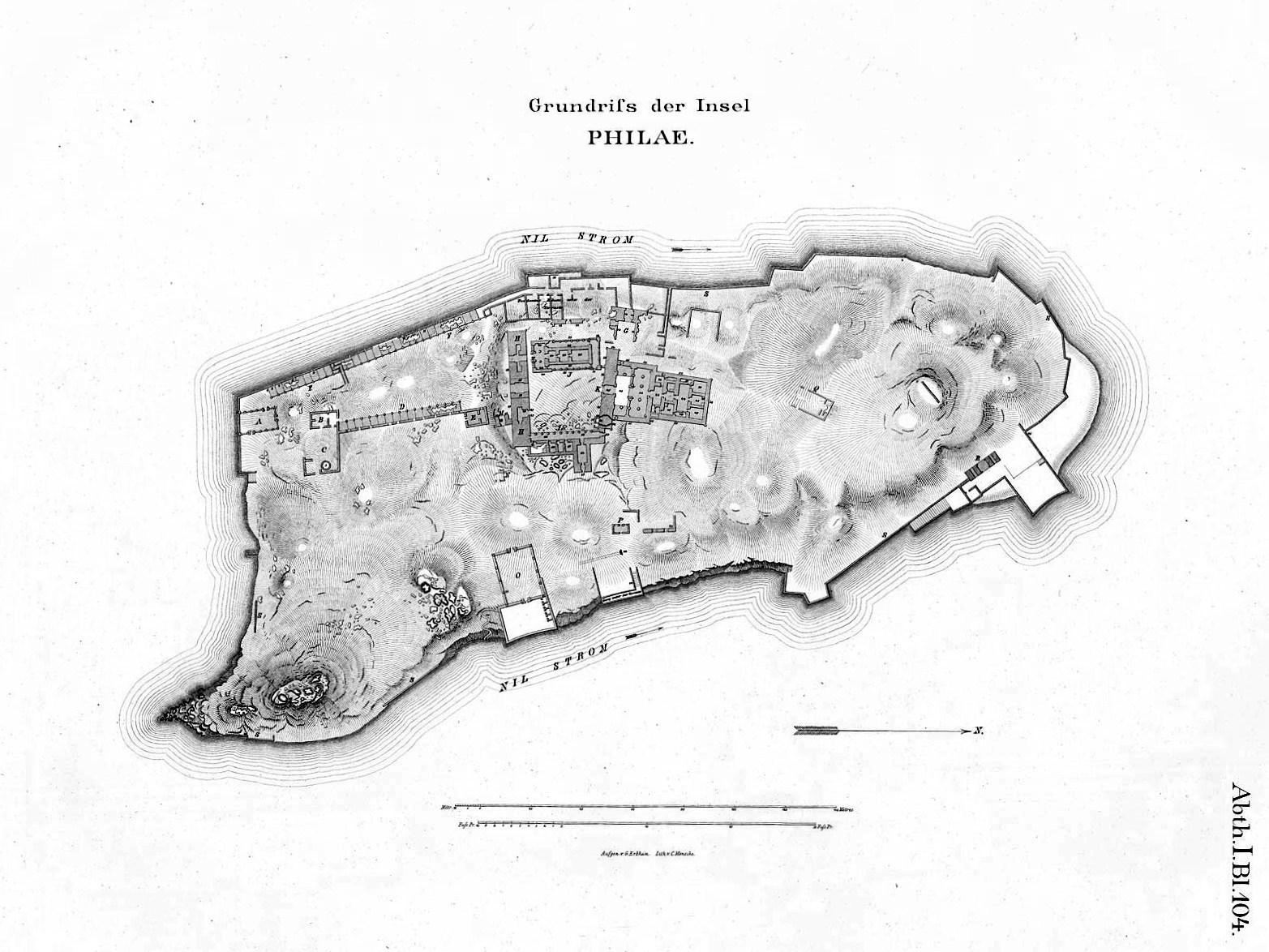
Bản đồ Philae bao gồm sơ đồ Đền thờ Isis
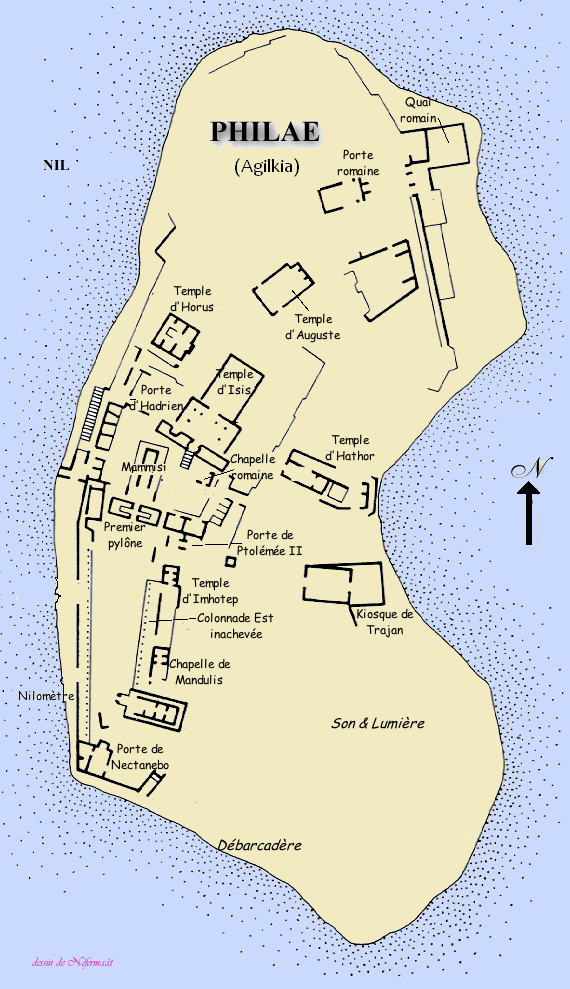
Đảo Agilkia, nơi khu phức hợp đền được di dời đến vào thế kỷ 20.
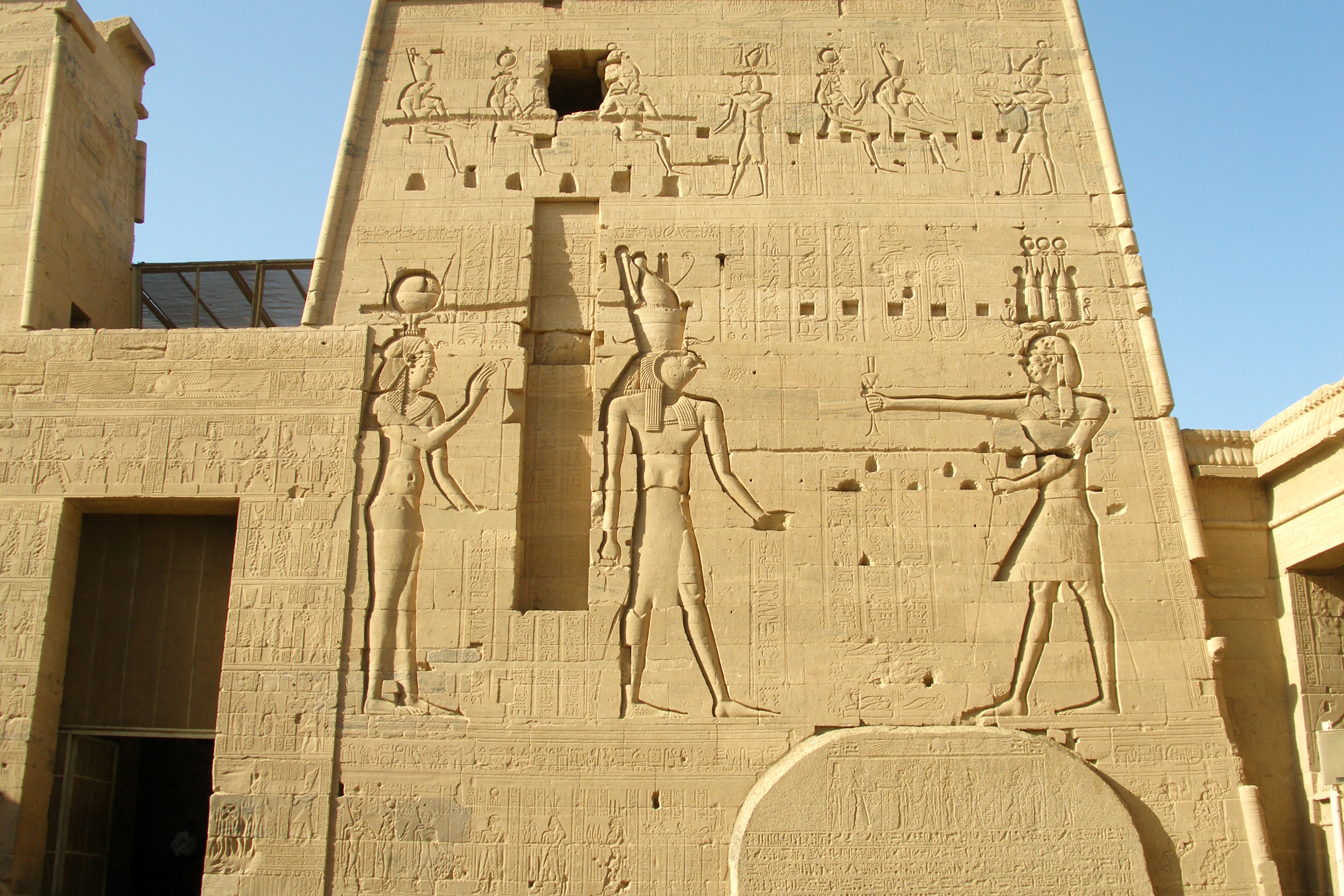
Chữ tượng hình trên đá ở Philae
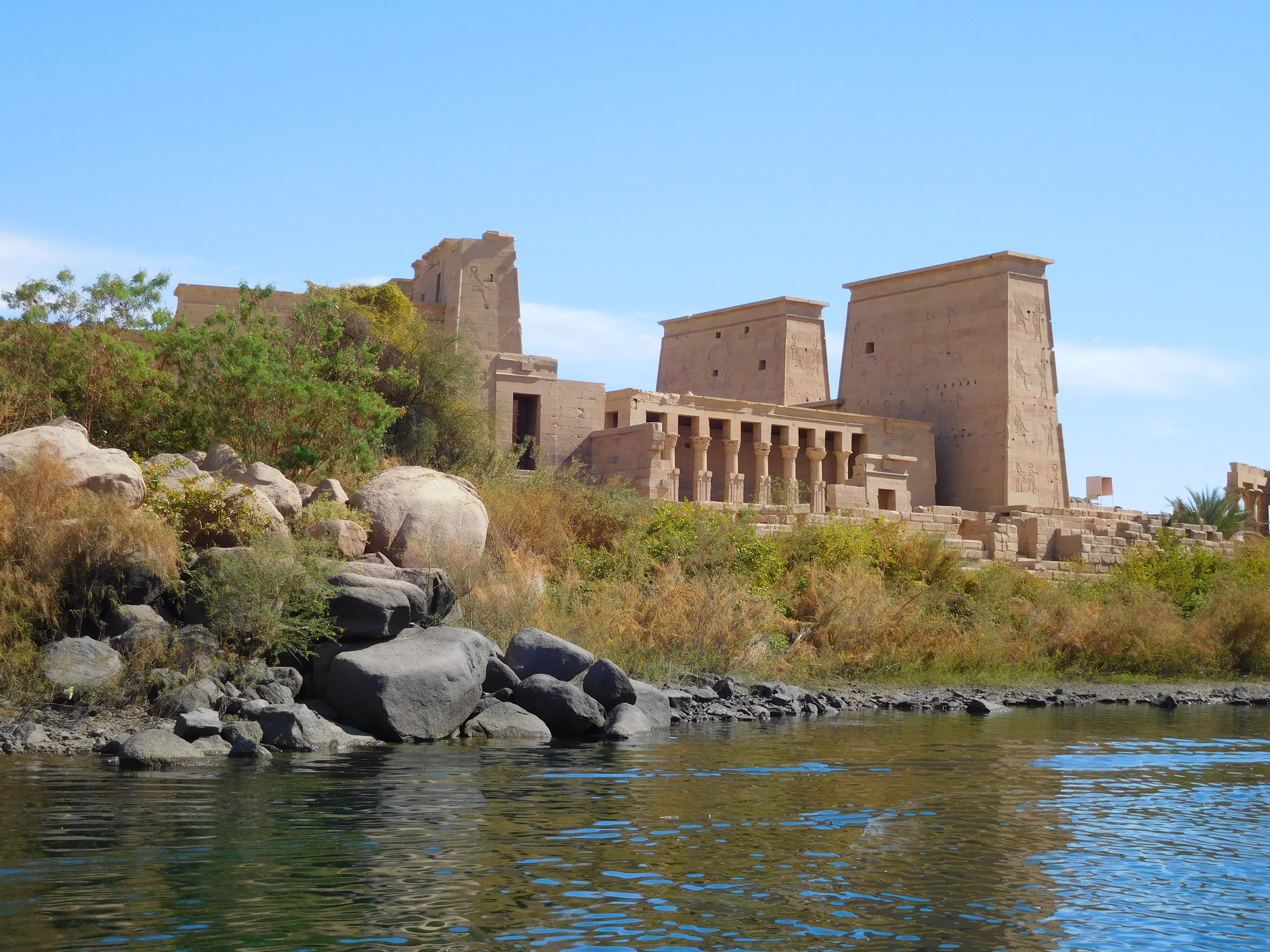
Đền thờ Isis nhìn từ phía Tây
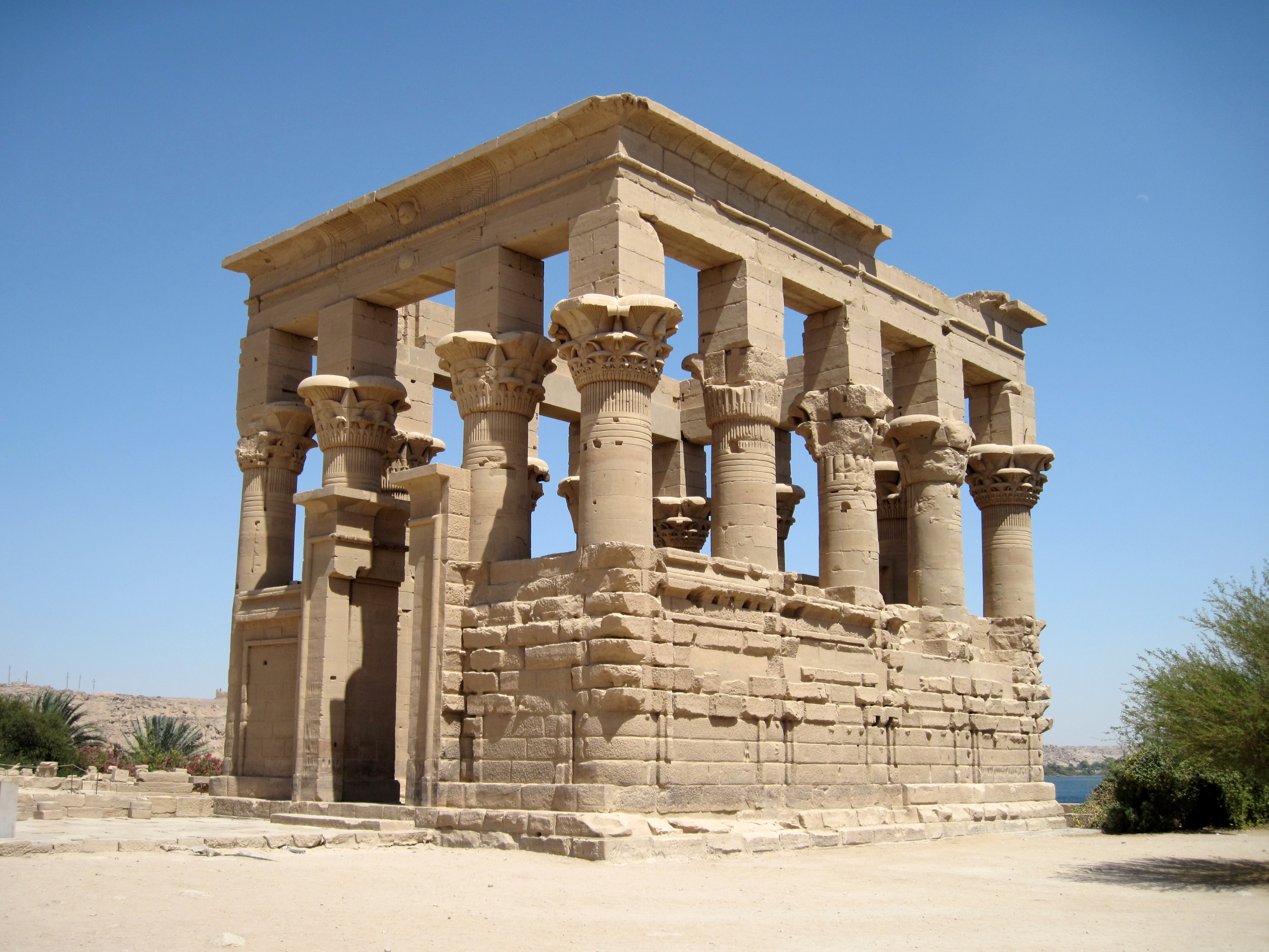
Trajan's Kiosk of Philae
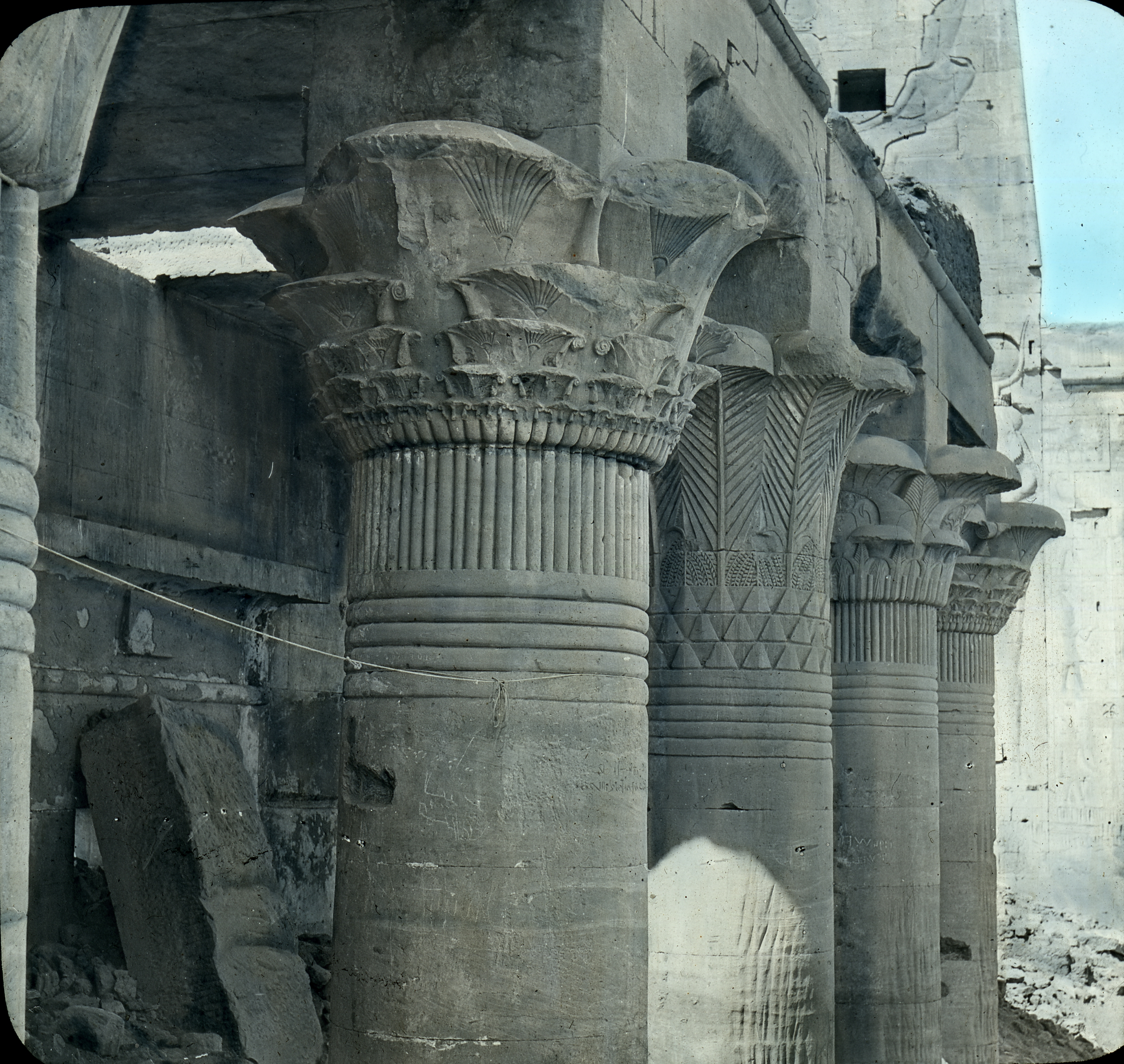
Lantern Slide Collection: Views, Objects: Egypt - Philae. Temple of Isis. Capitals of east colonnade., n.d., Joseph Hawkes. Kho lưu trữ Bảo tàng Brooklyn
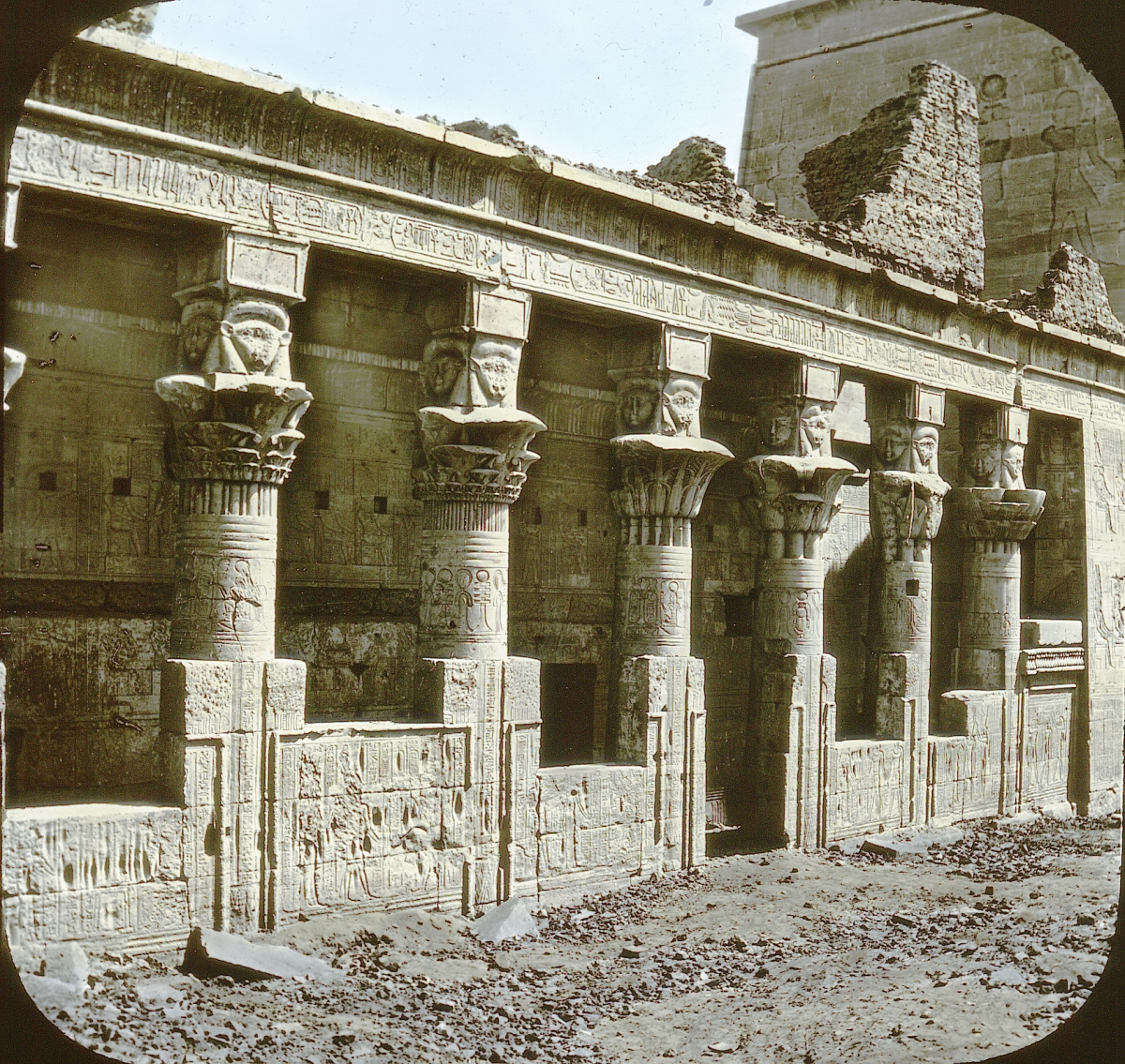
Mammisi [5] (Birth-house). Kho lưu trữ Bảo tàng Brooklyn, Bộ sưu tập Lưu trữ Goodyear
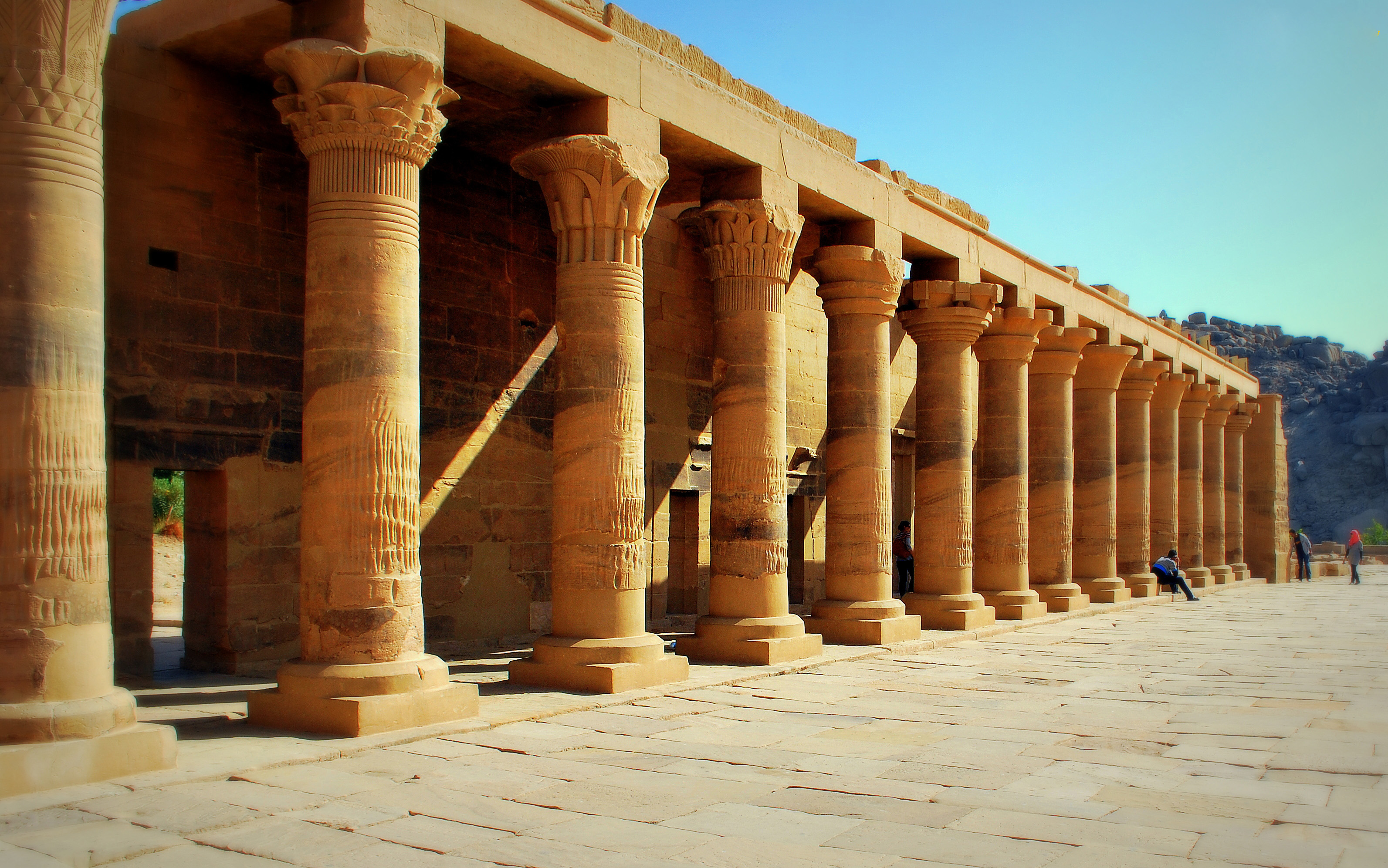
Hàng cột ở bên ngoài sân trước
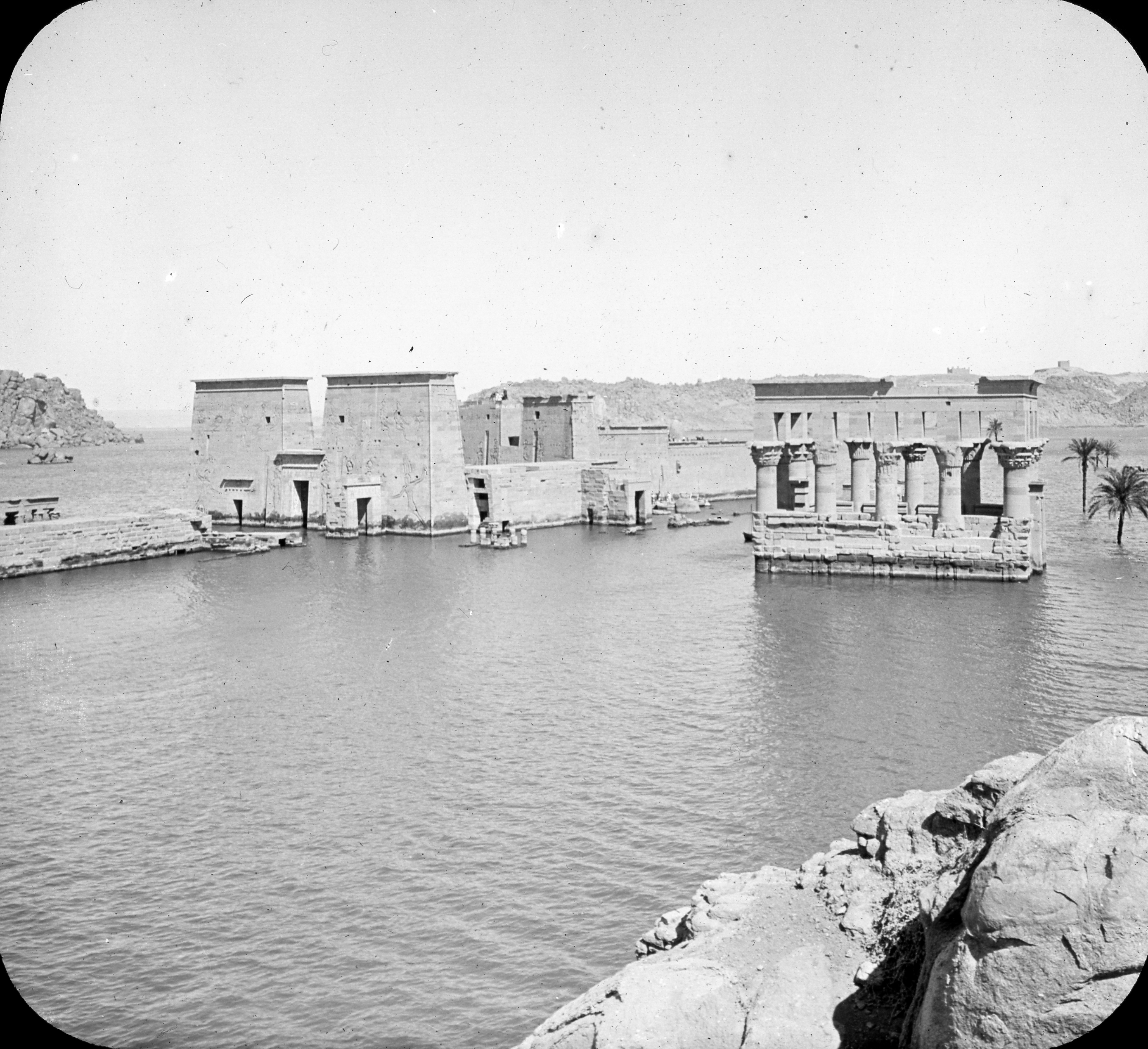
Toàn cảnh Đền Philae bị ngập lụt, 1908, Kho lưu trữ Bảo tàng Brooklyn
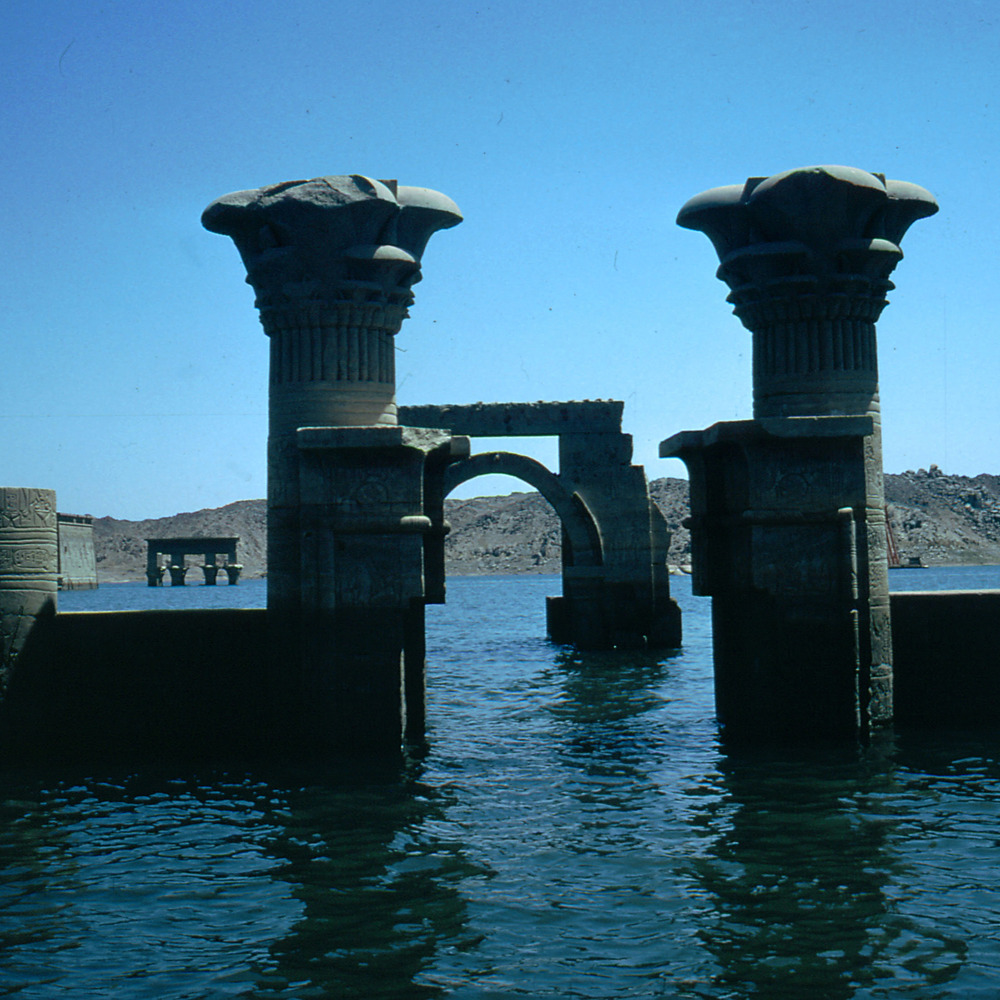
Thánh địa Isis bị ngập lụt (2 tháng 1 năm 1969)
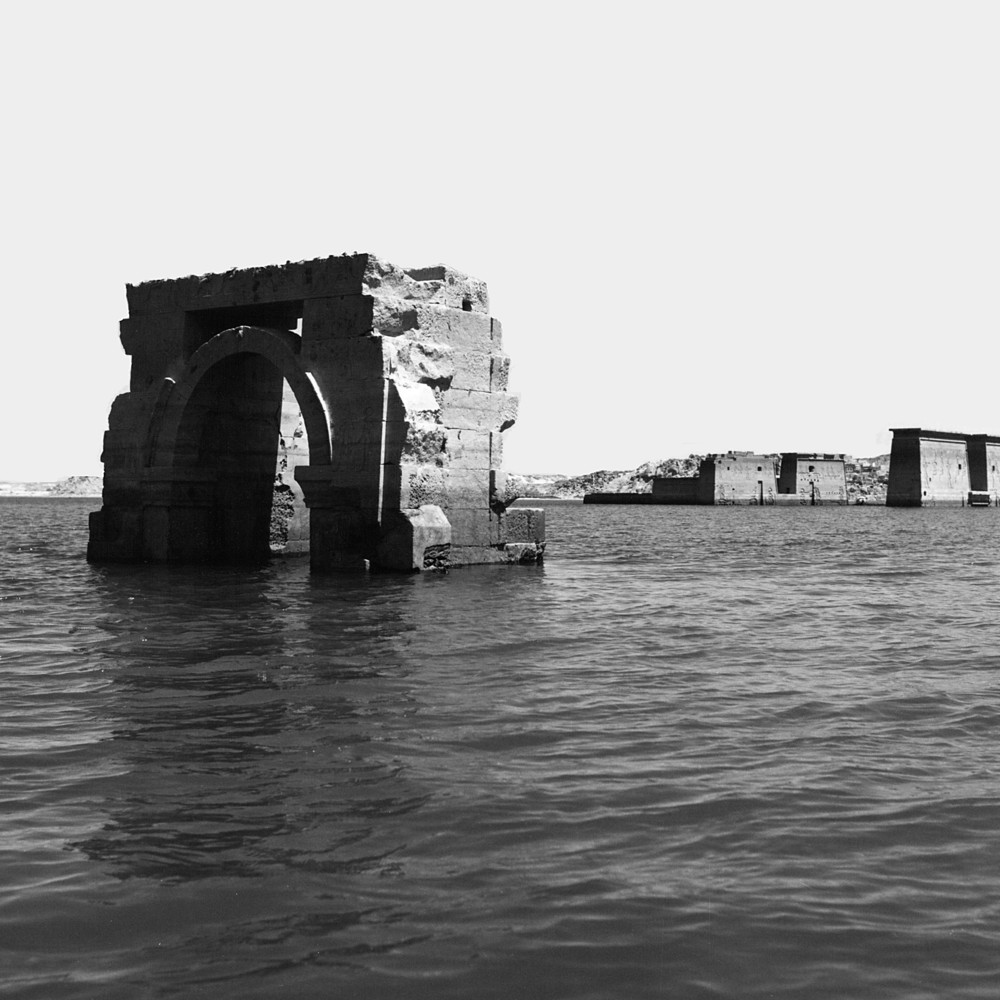
Đình Trajan, 1960